# Monument voor wed. A.G.A. Uiterloo-Buttenbley
Het monument voor wed. A.G.A. Uiterloo-Buttenbley aan de Anton de Komstraat in Paramaribo werd op 8 maart 2012 onthuld door districtscommissaris Mohamed Kasto van Paramaribo-Noordoost.
Nadat haar man in 1946 overleed voedde Buttenbley haar dertien kinderen alleen op. Ze verdiende haar geld als wasvrouw bij het warenhuis Kersten aan de Domineestraat (sinds 2014 Suriname Times Mall geheten). Het monument verbeeldt een wastobbe. Deze is bedekt met kleine gele tegeltjes en twee banden met witte tegeltjes. De sokkel is opgetrokken uit betonsteen. Daarop is een plaquette met toelichting aangebracht.
Het monument is een geschenk van de kinderen Uiterloo aan de vereniging Uma Fu Frimangron ('vrouw van Frimangron'), zodat hun moeder als inspiratie kan dienen voor andere Surinaamse vrouwen. Frimangron is de woonwijk waar de Anton de Komstraat loopt. Verderop in de straat staat het geboortehuis van Anton de Kom, met ervoor een gedenksteen ter ere van hem. Frimangron betekent letterlijk 'grond van de vrije mens'. De eerste bewoners waren vrijgemaakte Redi Musu ('rode mutsen'). Zij waren soldaten die gevluchte slaafgemaakten vingen en verkregen na hun dienst hun vrijheid hier.
De tobbe staat op een sokkel met de tekst:
Ter ere van
Wed. A.G.A. Uiterloo-Buttenbley
Om als inspiratie te dienen voor de
Surinaamse vrouw
Onthuld op 8 maart 2012
Door de D.C. van Paramaribo N.O. M.Kasto
Aangb. a/d V.O. Uma Fu Frimangron
Door de nabestaanden Uiterloo